# Бранимир Јованчићевић
Бранимир Јованчићевић (Ужице, 15. април 1962) је редовни професор на Хемијском факултету Универзитета у Београду, дугогодишњи шеф Катедре за примењену хемију и декан Хемијског факултета у периоду 2009—2015. Члан је Матице српске и почасни је члан Српског хемијског друштва. Био је председник Европске асоцијације за хемију животне средине. Потпредседник је Демократске странке.
Основно и средње образовање завршио је у Ужицу, а студије хемије на Природно-математичком факултету у Београду. Oд 1989. запослен је на Хемијском факултету Универзитета у Београду, где је прошао сва звања од асистента до редовног професора. Докторску тезу је одбранио 1993. године на Катедри за примењену хемију. Као стипендиста фондације Alexander von Humboldt у току 2000. и 2002. године био је на постдокторским студијама у Bundesanstalt für Geowissenschaften und Rohstoffe (BGR) у Хановеру, Немачка. Од 2003. године је редовни професор на Хемијском факултету, где предаје више предмета из органске геохемије и хемије животне средине. Један је од оснивача студијског програма Хемичар за животну средину. На Природно-математичком факултету Универзитета у Бања Луци као гостујући професор предаје предмете Хемија животне средине и Органска геохемија.

## Научно-истраживачки рад
Своја истраживања, крајем осамдесетих година 20. века, започео у области органско геохемијских корелационих студија сирових нафти. Проф. Јованчићевић је руководио испитивањима процене нафтно-гасног потенцијала Србије. У својим радовима је у потпуности дефинисао нафте из свих нафтних и нафтно-гасних поља југоисточног дела Панонског басена на територији Србије, према пореклу и геолошкој историји. Његова истраживања, поред фундаменталног, имају и препознатљив апликативни карактер у проналажењу нових лежишта нафте и гаса.
Средином деведесетих година ушао је област хемије животне средине. У периоду 1997–2000. руководио је стручним пројектом процене еколошког статуса алувијалне формације реке Дунав. Добар део својих истраживања посветио је и увођењу метода за идентификацију нафтних полутаната у различитим сегментима животне средине, проучавању њене судбине и увођењу метода за биоремедијацију подземних и површинских вода и земљишта.
Из области органске геохемије, примењене хемије и хемије животне средине објавио је до сада око 150 научних радова (115 са SCI листе, 50 у водећим часописма) и пет књига. Саопштио је око 250 радова на научним скуповима од којих oкo 100 на међународним. Објавио је уџбеник из органске геохемије и практикум. Ментор је бројних докторских дисертација, магистарских теза, дипломских, завршних и мастер радова. Аутор је неколико десетина стручних елабората. Са професором Јаном Шварцбауером објавио је у издању Springer-a четири књиге под насловом Fundamentals in Organic Geochemistry, уџбенике за студенте Ахенског и Београдског универзитета. Има развијену сарадњу са бројним реномираним научним установама у иностранству. Био је један је од координатора међународне сарадње између Хемијског факултета и Института за нафтну хемију Сибирског одељења Руске академије наука у Томску (Институт химии нефти СО РАН, Томск, Россия), руководилац билатералних пројеката са Немачком и са Кином и учесник на пројекту Japan International Coorporation Agency (JICA). Учесник је и руководилац и више других домаћих и међународних пројеката, од којих два TEMPUS и једног ERASMUS+ пројекта.
Један је од оснивача, члан Управног одбора и у два мандата председник Европске асоцијације за хемију животне средине. (Association of Chemistry and Environment (ACE)) Члан је уређивачког одбора часописа ове асоцијације Environmental Chemistry Letters (Springer). Организатор је више домаћих и међународних научних скупова. Председник је Хумболт клуба Србије, члан Матице српске и сарадник одбора Човек и животна средина САНУ. Др Јованчићевић је био експерт Европске комисије за евалуацију међународних пројеката, председник Матичног одбора за гео- и астро- науке Министарства за науку Републике Србије и председник Управног одбора Агенције за хемикалије. Члан је Председништва и почасни члан Српског хемијског друштва  и универзитетских стручних комисија и рецензент за потребе Комисије за акредитацију високошколских установа и студијских програма.
Од 2004. активан је у Ресорном одбору за животну средину Демократске странке, а 2021. године изабран је за потпредседника.

## Монографске публикације
1. B. Jovančićević (1999) Praktikum organske geohemije sa hemijom goriva – za studente Hemijskog fakulteta Univerziteta u Beogradu, Hemijski fakultet, Univerzitet u Beogradu, Beograd 50 str.
2. D. Vitorović, B. Jovančićević, (2005)  Osnovi organske geohemije : za studente Hemijskog fakulteta Univerziteta u Beogradu, Hemijski fakultet Univerziteta, Beograd,  86-7220-019-5, 249 str.
3. Schwarzbauer J. and Јovančićević B. (2015) Fundamentals in Organic Geochemistry - Fossil Matter in the Geosphere, Springer,  978-3-319-11552-8, 158 pp.
4. Schwarzbauer J. and Jovančićević B. (2016) Fundamentals in Organic Geochemistry - From Biomolecules to Chemofossils, Springer,  978-3-319-25075-5, 162 pp.
5. Schwarzbauer J. and Jovančićević B. (2018) Fundamentals in Organic Geochemistry – Organic Pollutants in the Geosphere, Springer,  978-3-319-68937-1, 187 pp.
6. Schwarzbauer J. and Jovančićević B. (2020) Fundamentals in Organic Geochemistry – Introduction to Analytical Methods in Organic Geochemistry, Springer, Heidelberg,  978-3-030-38591-0, 128 pp.